# Kohlersloch
Kohlersloch ist ein Naturschutzgebiet im Naturraum Mittlerer Schwarzwald in Baden-Württemberg.

## Geographie
Das Naturschutzgebiet liegt auf dem Gebiet der Stadt Elzach und Gemarkung Oberprechtal im Landkreis Emmendingen. Es befindet sich westsüdwestlich in etwa 1,2 Kilometer Luftlinie vom Dorf Oberprechtal entfernt. Es liegt östlich unterhalb des Holzerkopfes und oberhalb der Landesstraße L 107. Es ist in Berghanglage steil ausgerichtet und südexponiert.

## Steckbrief
Das Gebiet wurde per Verordnung am 8. April 1997 als Naturschutzgebiet ausgewiesen und wird unter der Schutzgebietsnummer 3.234 beim Regierungspräsidium Freiburg geführt. Es hat eine Fläche von 18,2 Hektar und ist in die IUCN-Kategorie IV, ein Biotop- und Artenschutzgebiet, eingeordnet. Die WDPA-ID lautet 164187 und entspricht dem europäischen CDDA-Code und der EUNIS-Nr.
Der wesentliche Schutzzweck „ist die Erhaltung des Gebiets
- als struktur- und artenreiches Mosaik aus Magerweiden, Feuchtflächen, Gebüschen und verschiedenen Waldtypen,
- als Lebensraum für eine Vielzahl gefährdeter, zum Teil vom Aussterben bedrohter Tier- und Pflanzenarten,
- als Bereich mit extensiver Weidenutzung.“

## Geologie
Der geologische Untergrund ist Gneis (Syenit).

## Flora und Fauna

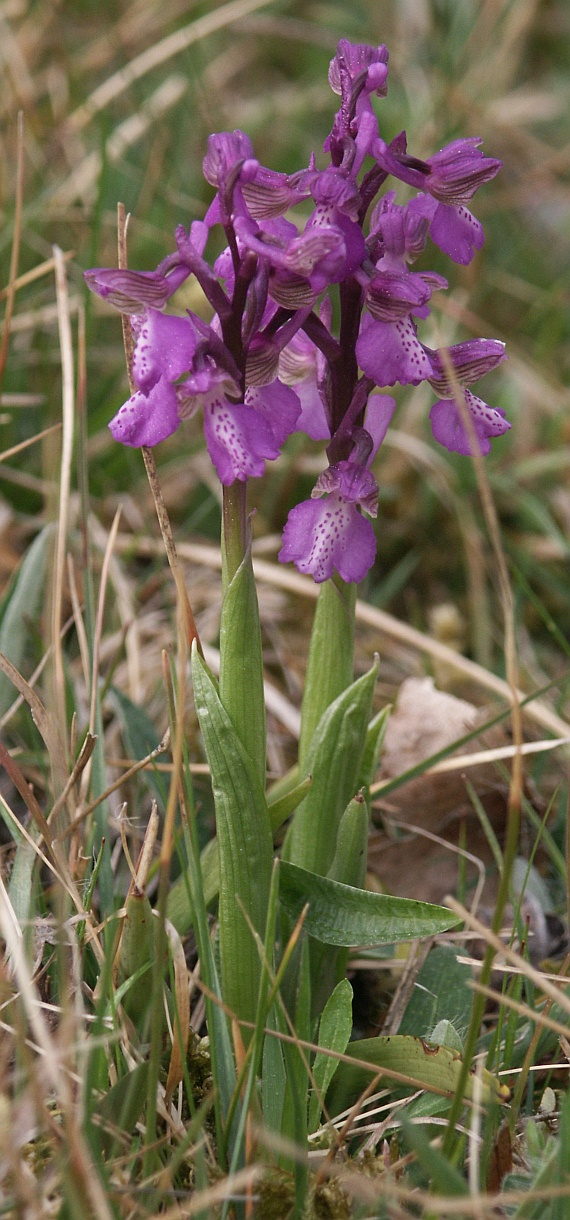
Kleines Knabenkraut (Orchis morio)

Das Schutzgebiet besteht aus einem struktur- und artenreichen Mosaik aus Magerrasen, Feuchtflächen, Sträuchern und verschiedenen Waldtypen. Die extensiv beweideten Flächen mit verschiedenen Tierarten wie Rinder, Schafe und  wohl auch Ziegen weisen dabei schon einen Waldcharakter auf, der an die früher verbreiteten Waldweiden erinnert und heute nur noch selten ist. Es ist somit Lebensraum einer Vielzahl gefährdeter und zum Teil vom Aussterben bedrohter Pflanzen- und Tierarten.

### Flora
Die im Gebiet verteilten Magerrasen sind unterschiedlich ausgeprägt, meistens handelt sich dabei um Borstgrasweiden. Sie sind Lebensraum für das Kleine Habichtskraut, den Breitblättrigen Thymian, die Blutwurz und für das Hunds-Veilchen als allgemein verbreitete Magerkeitszeiger. Daneben finden sich noch die Silberdistel, die Golddistel und der Kriechende Hauhechel als wärmeliebende und basenreiche Böden anzeigende Arten. Neben dem Borstgras aus der Familie der Süßgräser als weitere Grasart ist noch der Dreizahn auffallend, der Wacholder kommt vereinzelt vor.
Aus der Familie der stark gefährdeten Orchideen sind der Herbst-Drehwurz zu nennen, er ist auf einer Rinderweide im nördlichen Gebiet in stattlicher Anzahl vertreten, sowie das im Frühjahr blühende Kleine Knabenkraut. Das Männliche Knabenkraut ist ebenfalls im Gebiet vertreten.
In flachgründigen und zum Teil auf gestörten Flächen gedeihen aus der Familie der Nelkengewächse der Ausdauernde Knäuel, aus der Familie der Glockenblumengewächse das Ausdauernde Sandglöckchen und aus der Familie der Kreuzblütengewächse der seltene Nacktstängelige Bauernsenf, welcher teilweise stark gehäuft auftritt.

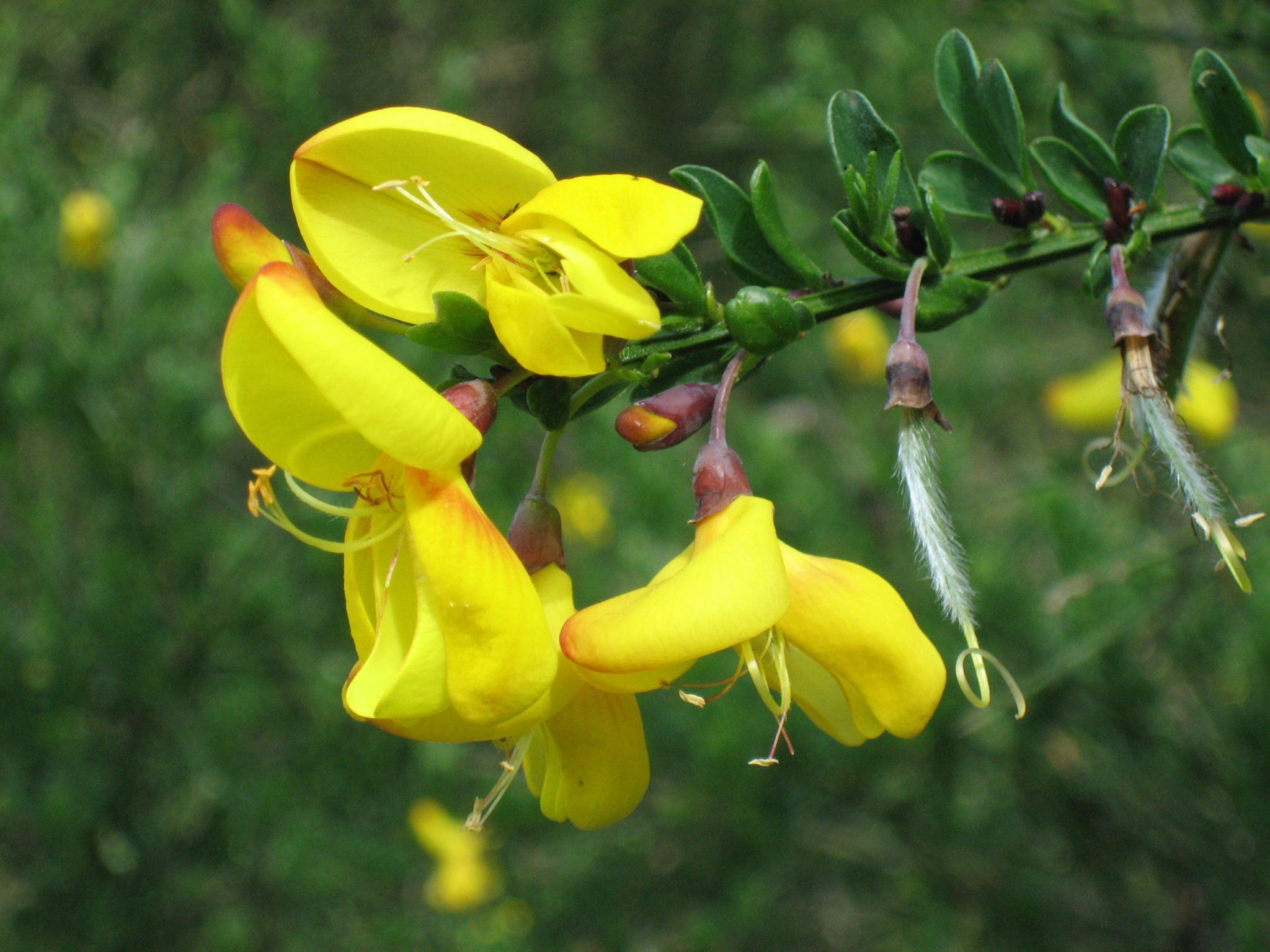
Blütenknospen, offene Blüten und junge Früchte des Besenginsters

Früher wurden im mittleren Schwarzwald durch die Reutbergwirtschaft regelmäßig einzelne Flächen abgebrannt, das begünstigte die Ansiedlung des Besenginsters. Als Überbleibsel sind die Magerweiden mit dem Besenginster bereichsweise noch durchsetzt. Auf diesen Weiden finden sich die Brombeeren, das Weiche Honiggras und der Salbei-Gamander. Das Heidekraut und die Heidelbeere dominieren an manchen Stellen auf extensiv beweideten Flächen.
In den stellenweise feuchteren Bereichen der Weideflächen mit Quellwasseraustritt und Gerinne finden sich meistens kleinseggenreiche Ausbildungen von Silikat-Binsen-Wiesen und kleinflächig auch Bereiche von Flachmoore (Sumpfherzblatt-Braunseggensumpf). Hier haben eine Reihe seltener und gefährdeter Arten ihren Lebensraum wie z. B. das Breitblättrige Knabenkraut als weitere Orchidee, das Wald-Läusekraut, die Gelb-Seggen, das Schmalblättrige Wollgras, das Moor-Labkraut, die Borstige Schuppensimse, die Faden-Binse, das Herzblatt, das Sumpf-Veilchen, der Fieberklee und vermehrt die Flatterbinse an stärker gestörten Stellen.

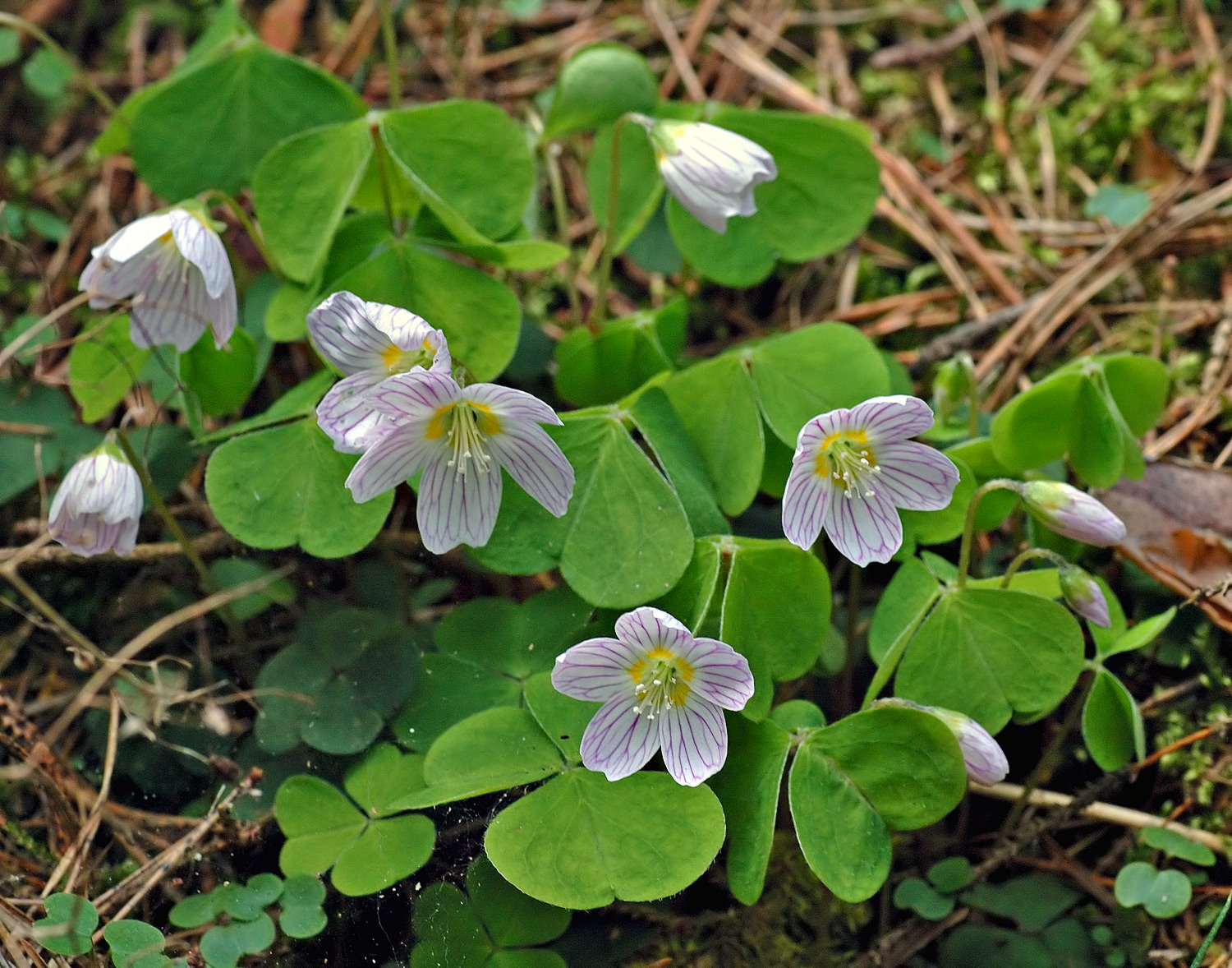
Waldsauerklee (Oxalis acetosella)

Wald und Weideland gehen in dem Gebiet fließend ineinander über, es zeigen sich Ähnlichkeiten zu den früheren in großen Bereichen praktizierten Waldweiden mit weit in die Wälder hineinreichenden Weiden. Auf den noch beweideten Flächen wachsen in der Regel strukturreiche niederwaldartige Gewächse.
Die Baumschicht (Stratifikation) ist in diesen Bereichen charakterisiert durch die Stieleiche, die Esche, den Berg-Ahorn, die Vogel-Kirsche, die Hainbuche und die Hänge-Birke, die hier in ihrem Bestand kleinflächig wechseln.
Die Strauchschicht ist vielfältig entwickelt und besteht aus den Haseln, dem Eingriffeligen Weißdorn, der Hunds-Rose, dem Faulbaum, dem Besenginster und der Stechpalme. Die zahlreichen Stockausschläge der Schwarz-Erle, die an im westlichen Teil des Gebiets in einer Hangmulde dominiert, weisen auf eine (ehemalige) Niederwaldbewirtschaftung hin.
Die Krautschicht zeigt durch eine farnreiche Struktur frische bis feuchte Standortsverhältnisse an und besteht aus dem Gewöhnlichen Dornfarn, dem Männlichen Wurmfarn, dem Wald-Frauenfarn, dem Waldsauerklee, dem Roten Fingerhut und dem Berg-Ehrenpreis.

### Fauna

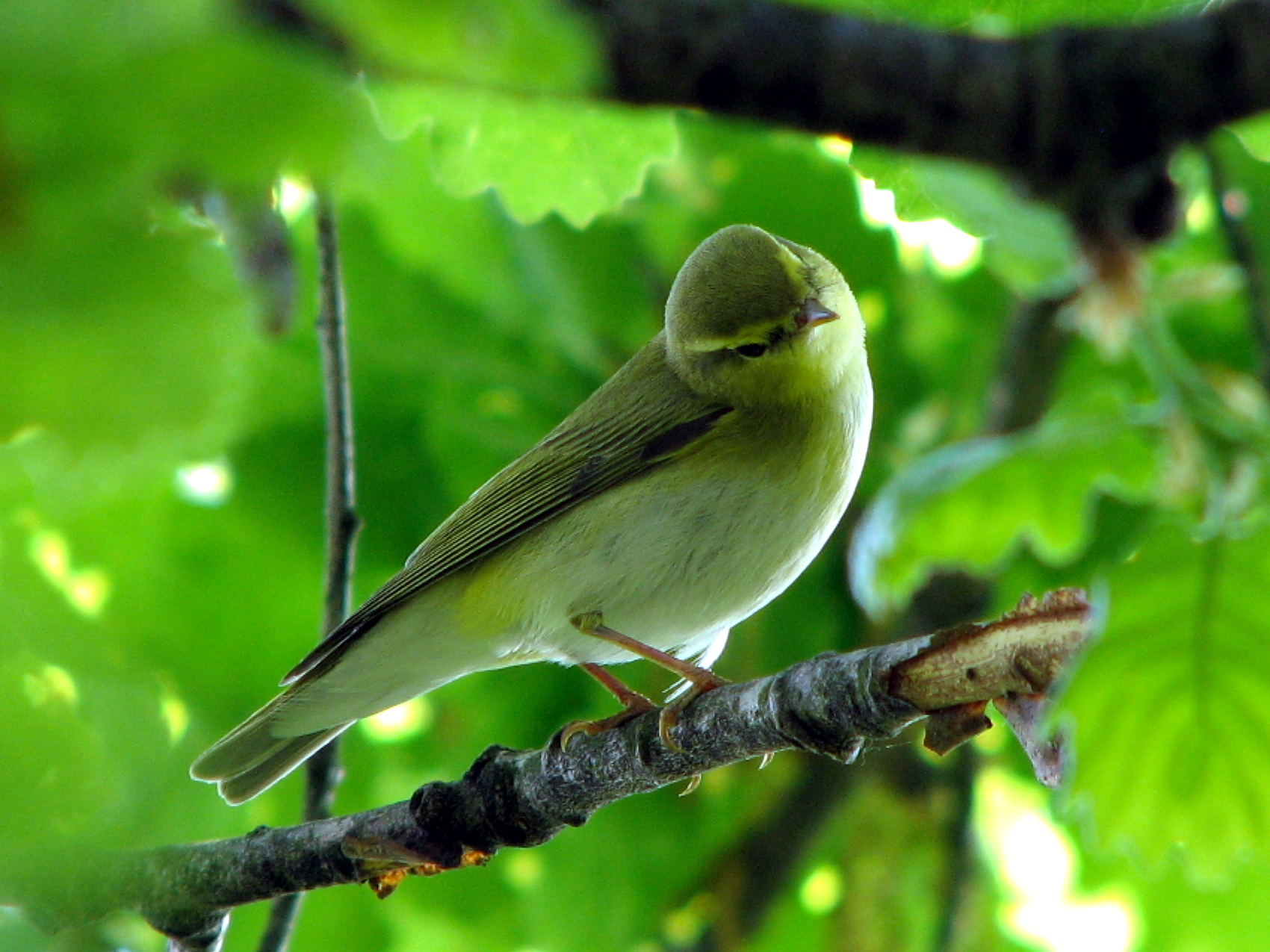
Waldlaubsänger (Phylloscopus sibilatrix)

Vielen Vogelarten kommt die reichhaltige Struktur des Gebiets und gerade der kleinfläche Wechsel von bewaldeten, verbuschten und offenen Flächen entgegen. Als ein Vertreter sei der Fitis erwähnt. Unter vielen anderen Vögeln haben der Schwarzspecht, der Waldlaubsänger und das Sommergoldhähnchen in Waldbereichen ihren Lebensraum.
Unter den Insekten gibt es einige bemerkenswerte Arten der Heuschrecken wie z. B. der Buntbäuchige Grashüpfer. Er bevorzugt als wärmeliebende Art vegetationsarme Stellen in der Nähe von Waldrändern oder Gebüschen. Der Wiesengrashüpfer und der Sumpfgrashüpfer sind in ihrer Art gefährdet und sind auf Weiden und feuchten Wiesen vorzufinden.
Ameisen finden in dem Gebiet auf den extensiv genutzten Weiden ideale Lebensbedingungen, darunter die wärme- und trockenheitsliebende Schwarze Drüsenameise (Tapinoma erraticum) und die Zwillingsart (Tapinoma ambiguum). Sie wurden besonders häufig auf dem Besenginster festgestellt. Die Rote Waldameise findet ihren Lebensraum im warmen und trockenen Nadelwald und Mischwald.
Die in Baden-Württemberg gefährdeten Käferarten aus der Gruppe der Spitzmausrüssler leben fast ausschließlich nur auf den Besenginstern.

## Wandern
Oberhalb des Gebiets verlaufen der bekannte Fernwanderweg Schwarzwald-Querweg Rottweil–Lahr und der Zweitälersteig entlang. Am Wegweiser  und Wegkreuz Lehrscheide (618 m ü. NHN) führt südwestlich ein Weg hinunter in das Schutzgebiet.